# Alexander Baumjohann
Alexander Baumjohann (* 23. Januar 1987 in Datteln, Nordrhein-Westfalen) ist ein ehemaliger deutscher Fußballspieler. Der offensive Mittelfeldspieler war zuletzt beim australischen Erstligisten Sydney FC aktiv.

## Karriere

### Vereine
Aus der Jugend von Teutonia SuS Waltrop hervorgegangen, gelangte Baumjohann über die Jugendabteilung des FC Schalke 04 mit 17 Jahren zur Profi-Mannschaft. Er spielte zunächst für die zweite Mannschaft in der Oberliga Westfalen, bis er am 25. Februar 2006 (23. Spieltag) sein Bundesliga-Debüt in der Profi-Mannschaft gab.
Nach nur einem Spiel in der Folgesaison für FC Schalke 04 wechselte der offensive Mittelfeldspieler zu Borussia Mönchengladbach. Für die Borussia kam er in der Saison 2006/07 dreimal zum Einsatz, stieg mit ihr in die 2. Bundesliga ab und zur Saison 2008/09 wieder auf. Sein Tor zum 3:0 am 30. August 2008 (3. Spieltag) beim 3:2-Sieg im Heimspiel gegen Werder Bremen war nicht nur sein erstes in der Bundesliga, es wurde auch zum Tor des Monats gewählt.
Zur Saison 2009/10 wechselte Baumjohann ablösefrei zum FC Bayern München, wo er von Trainer Louis van Gaal jedoch kaum berücksichtigt wurde und teilweise bei der Amateurmannschaft in der 3. Liga spielte. Zur Rückrunde kehrte er nach Gelsenkirchen zurück, worauf sich am 2. Januar 2010 die Verantwortlichen des FC Bayern München mit Schalkes Manager und Cheftrainer Felix Magath verständigt hatten. Für den FC Schalke 04 absolvierte er bis Saisonende 2011/12 28 weitere Bundesligaspiele.
Zur Saison 2012/13 wechselte Baumjohann zum Zweitligisten 1. FC Kaiserslautern, bei dem er einen bis zum 30. Juni 2013 datierten Vertrag – mit der Option auf zwei weitere Jahre – erhielt.
Nach dem verpassten Aufstieg der Pfälzer wechselte Baumjohann ablösefrei zum Bundesliga-Aufsteiger Hertha BSC, bei dem er einen bis zunächst 30. Juni 2016 laufenden Vertrag unterzeichnete. Nach seinem im August 2013 erlittenen Kreuzbandriss kehrte er am 28. März 2014 in den Spielbetrieb zurück und erlitt im August 2014 erneut einen Kreuzbandriss. Danach dauerte es einige Zeit, bis sich Baumjohann wieder an den Kader herankämpfen konnte. Beim 1:1 gegen Werder Bremen am 2. Spieltag der Saison 2015/16 stand er erstmals wieder auf dem Platz.
Nach Ende der Saison 2016/17 verließ er den Verein und schloss sich dem brasilianischen Verein Coritiba FC an. Sein Debüt in der brasilianischen Série A gab Baumjohann am 18. Oktober 2017 im Spiel gegen den Cruzeiro EC. Am 2. Februar 2018 unterschrieb Baumjohann einen Vertrag beim EC Vitória. Bereits am 5. Juni gab Vitórias Sportdirektor Jorge Macedo bekannt, dass der bis Juli gültige Vertrag mit Baumjohann nicht verlängert werde. Baumjohann bestritt für den EC Vitória elf Punktspiele, in denen er zwei Tore erzielte.
Im August 2018 wechselte er zum australischen Erstligisten Western Sydney Wanderers. Im Zeitraum vom 21. Oktober 2018 (1. Spieltag) bis 27. April 2019 (27. Spieltag) bestritt er 20 Punktspiele in der A-League, in denen er drei Tore erzielte. Zur Saison 2019/20 wurde er vom Ligakonkurrenten Sydney FC verpflichtet. Dort spielte er bis 2021, bevor er seine Spielerlaufbahn beendete.

### Nationalmannschaft
Von 2003 bis 2004 spielte Baumjohann siebenmal für die U-17-Nationalmannschaft. Sein Debüt gab er in Amel beim 0:0 gegen die Auswahlmannschaft Belgiens.
Für die U-21-Nationalmannschaft spielte Baumjohann zwei Mal: am 27. März 2009 in Ahlen bei der 0:4-Niederlage gegen die Auswahl der Niederlande und am 31. März 2009 in Paderborn beim 1:1 gegen die belarussische U21 Fußballnationalmannschaft.

### Funktionär
Im Sommer 2023 wurde Baumjohann „Head of Player Management“ (vergleichbar mit dem Sportdirektor) bei Sydney FC.

## Erfolge

### Vereine
- Australischer Meister: 2020
- Deutscher Meister: 2010
- DFB-Pokal-Sieger: 2010 und 2011 (ohne Einsatz)
- DFL-Supercup-Sieger: 2011
- DFB-Junioren-Vereinspokal-Sieger: 2005

### Auszeichnungen
- Torschütze des Monats August 2008[11]

## Sonstiges
Baumjohann ist mit einer Brasilianerin verheiratet und spricht fließend Portugiesisch.